# Kanton Medelsheim
Der Kanton Medelsheim (auch Kanton Mödelsheim; frz. Canton de Medelsheim) war eine von acht Verwaltungseinheiten, in die sich das Arrondissement Zweibrücken (frz. Arrondissement de Deux-Ponts) im Département Donnersberg (frz. Département du Mont-Tonnerre) gliederte. Der Kanton war in den Jahren 1798 bis 1814 Teil der Französischen Republik (1798–1804) und des Napoleonischen Kaiserreichs (1804–1814). Hauptort (Chef-lieu) war Medelsheim, heute ein Ortsteil der saarländischen Gemeinde Gersheim.
Nachdem die Pfalz 1816 zum Königreich Bayern gekommen war, wurden die Kantone zunächst beibehalten und waren Teile der Verwaltungsstruktur bis 1852.
Das Verwaltungsgebiet lag hauptsächlich im heutigen Saarpfalz-Kreis im Saarland, teilweise auch auf dem Gebiet der kreisfreien Stadt Zweibrücken in Rheinland-Pfalz.

## Gemeinden und Mairies
Nach amtlichen Tabellen aus den Jahren 1798 und 1811 gehörten zum Kanton Medelsheim folgende Gemeinden, die verwaltungsmäßig Mairies zugeteilt waren (Ortsnamen in der damaligen Schreibweise); die Einwohnerzahlen (Spalte „EW 1815“) sind einer Statistik von 1815 entnommen; die Spalte „vor 1792 zugehörig“ nennt die landesherrliche Zugehörigkeit vor der französischen Inbesitznahme.
| Gemeinde       | Mairie     | EW 1815 | vor 1792 zugehörig | Anmerkungen                                                 |
| -------------- | ---------- | ------- | ------------------ | ----------------------------------------------------------- |
| Altaltheim     | Altaltheim | 665     | Graf von der Leyen | seit 1974 Stadtteil von Blieskastel (Altheim)               |
| Beckweiler     | Mittelbach | 314     | Pfalz-Zweibrücken  | seit 1974 Stadtteil von Blieskastel (Böckweiler)            |
| Bliesdalheim   | Walsheim   | 310     | Pfalz-Zweibrücken  | seit 1974 Ortsteil von Gersheim                             |
| Breitfurt      | Webenheim  | 435     | Pfalz-Zweibrücken  | seit 1974 Stadtteil von Blieskastel                         |
| Hengstbach     | Mittelbach | 214     | Pfalz-Zweibrücken  | seit 1972 Stadtteil von Zweibrücken (Mittelbach-Hengstbach) |
| Mimbach        | Webenheim  | *)      | Pfalz-Zweibrücken  | seit 1974 Stadtteil von Blieskastel                         |
| Mittelbach     | Mittelbach | 241     | Pfalz-Zweibrücken  | seit 1972 Stadtteil von Zweibrücken (Mittelbach-Hengstbach) |
| Mödelsheim     | Mödelsheim | 475     | Graf von der Leyen | seit 1974 Ortsteil von Gersheim (Medelsheim)                |
| Neualtheim     | Altaltheim | 230     | Graf von der Leyen | seit 1974 Stadtteil von Blieskastel (Pinningen)             |
| Niedergailbach | Walsheim   | 334     | Graf von der Leyen | seit 1974 Ortsteil von Gersheim                             |
| Peppekum       | Mödelsheim | 275     | Graf von der Leyen | seit 1974 Ortsteil von Gersheim (Peppenkum)                 |
| Sauweiler      | Mödelsheim | 200     | Graf von der Leyen | seit 1974 Ortsteil von Gersheim (Seyweiler)                 |
| Walsheim       | Walsheim   | 340     | Pfalz-Zweibrücken  | seit 1974 Ortsteil von Gersheim                             |
| Wattweiler     | Webenheim  | 280     | Pfalz-Zweibrücken  | seit 1972 Stadtteil von Zweibrücken                         |
| Webenheim      | Webenheim  | 1.229   | Pfalz-Zweibrücken  | seit 1974 Stadtteil von Blieskastel                         |

*) Die Einwohner von Mimbach sind bei Webenheim enthalten.

## Geschichte
Vor der Besetzung des linken Rheinufers im Ersten Koalitionskrieg (1794) gehörten die Ortschaften im 1798 eingerichteten Verwaltungsbezirk des Kantons Medelsheim zum Herzogtum Zweibrücken, einige Orte den Grafen von der Leyen.
Von der französischen Direktorialregierung wurde 1798 die Verwaltung des Linken Rheinufers nach französischem Vorbild reorganisiert und damit u. a. eine Einteilung in Kantone übernommen. Die Kantone waren zugleich Friedensgerichtsbezirke. Der Kanton Medelsheim gehörte zum Arrondissement Zweibrücken im Département Donnersberg. Der Kanton war in fünf Mairies und 15 Gemeinden eingeteilt.
Nachdem im Januar 1814 die Alliierten das Linke Rheinufer wieder in Besitz gebracht hatten, wurde im Februar 1814 das Département Donnersberg und damit auch der Kanton Medelsheim Teil des provisorischen Generalgouvernements Mittelrhein. Nach dem Pariser Frieden vom Mai 1814 wurde dieses Generalgouvernement im Juni 1814 aufgeteilt, das Département Donnersberg wurde der neu gebildeten Gemeinschaftlichen Landes-Administrations-Kommission zugeordnet, die unter der Verwaltung von Österreich und Bayern stand.

## Bayerischer Kanton Medelsheim
Aufgrund der auf dem Wiener Kongress getroffenen Vereinbarungen kam das Gebiet im Juni 1815 zu Österreich. Die gemeinschaftliche österreichisch-bayerische Verwaltung wurde vorerst beibehalten. Am 14. April 1816 wurde zwischen Österreich und Bayern ein Staatsvertrag geschlossen, in dem ein Austausch verschiedener Staatsgebiete vereinbart wurde. Hierbei wurden die linksrheinischen österreichischen Gebiete zum 1. Mai 1816 an das Königreich Bayern abgetreten.
Der Bayerische Kanton Medelsheim gehörte im neu geschaffenen Rheinkreis zu dem aus dem vorherigen Arrondissement gebildeten Bezirk Zweibrücken. 1817 wurde der Kanton Medelsheim aufgelöst und die Gemeinden auf die benachbarten Kantone aufgeteilt:
- der Kanton Neuhornbach (Hornbach) erhielt Altaltheim, Bliesdalheim, Böckweiler, Breitfurt, Medelsheim, Neualtheim, Niedergeilbach, Pepenkum, Seyweiler und Walsheim;
- der Kanton Zweibrücken erhielt Hengstbach, Mimbach, Mittelbach, Wattweiler und Webenheim.